# Dungeons & Dragons

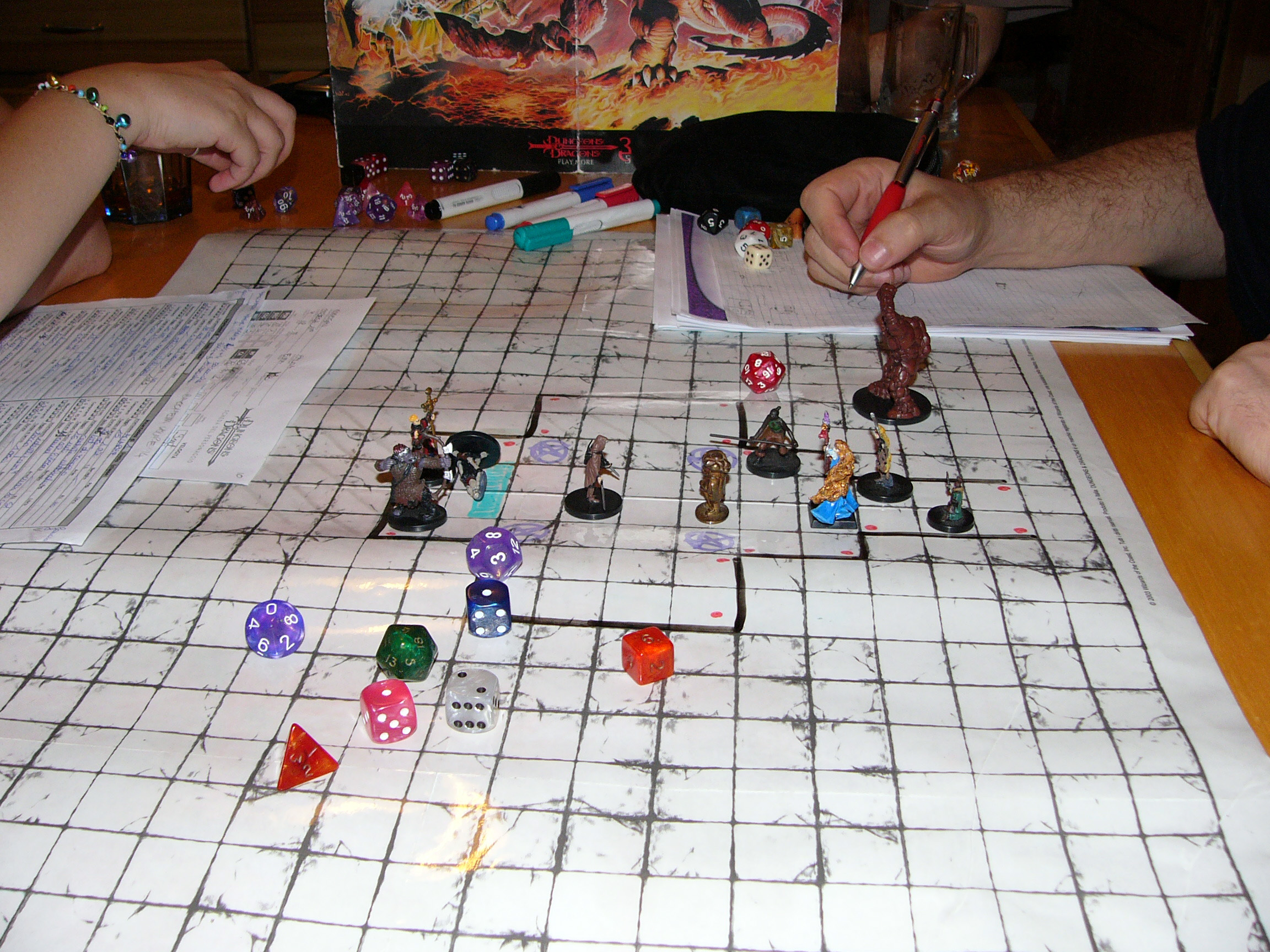
O hartă din jocul D&D

Temnițe și dragoni (din engleză Dungeons & Dragons, abreviat D&D sau DnD) este un joc de rol fantasy creat de Gary Gygax și Dave Arneson. Prima ediție fiind lansată în 1974, jocul a fost publicat de Tactical Studies Rules, Inc. (TSR). În 1997, compania Wizards of the Coast cumpără TSR și obține drepturile pentru a dezvolta în continuare jocul. 
D&D se abate de la jocurile de război tradiționale, permițând fiecărui jucător să-și creeze propriul personaj de jucat în loc de o formație militară. Aceste personaje încep aventuri într-un cadru fantastic. Un Dungeon Master (DM) acționează ca arbitru și povestitor al jocului, menținând setarea în care au loc aventurile și jucând rolul locuitorilor lumii jocului, denumiți și personaje non-jucător (NPC). Personajele formează un grup și interacționează cu locuitorii setării și între ele. Împreună rezolvă dileme, se angajează în lupte, explorează și adună comori și cunoștințe. În acest proces, personajele câștigă puncte de experiență (XP) pentru a crește în nivel și devin din ce în ce mai puternice de-a lungul unor sesiuni de joc separate. 
Succesul timpuriu al D&D a dus la proliferarea unor sisteme de joc similare. În ciuda competiției, D&D a rămas liderul pieței în industria jocurilor de rol. În 1977, jocul a fost împărțit în două ramuri: sistemul de joc Basic Dungeons & Dragons, relativ ușor în privința regulilor, și sistemul de joc Advanced Dungeons & Dragons (abreviat ca AD&D), mai structurat și cu reguli mai grele. AD&D Ediția a 2-a a fost publicată în 1989. În 2000, un nou sistem a fost lansat sub numele de D&D ediția a 3-a, continuând numărarea edițiilor de la AD&D; o versiune revizuită 3.5 a fost lansată în iunie 2003. Aceste reguli ale ediției a 3-a au format baza sistemului d20, care este disponibil sub Open Game License (OGL) pentru utilizare de către alți editori. D&D ediția a 4-a a fost lansată în iunie 2008. Cea de-a 5-a ediție a D&D, ce-a mai recentă, a fost lansată în a doua jumătate a anului 2014.
Au fost produse și filme, jocuri video și jocuri de societate pe baza jocului de rol și a campaniilor din D&D.

## Cronologia edițiilor și versiunilor apărute

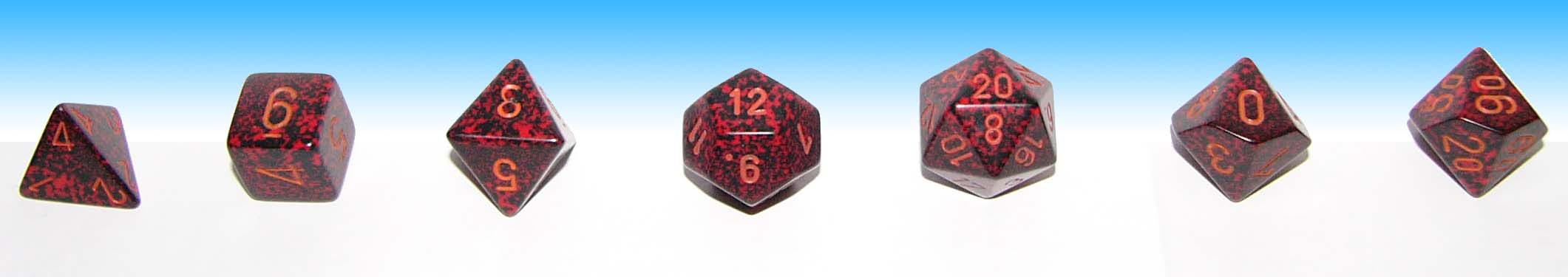
Set complet de zaruri pentru jocul D&D

- Dungeons & Dragons (1974): prima ediție, cunoscută astăzi ca Dungeons & Dragons original.
- Dungeons & Dragons Basic Set (1977): reguli pentru jocul cu personajele de nivelul 1 - 3
- Dungeons & Dragons Expert Set (1981): nivelul 4 - 14
- Dungeons & Dragons Companion Set (1983): nivelul 15 - 25
- Dungeons & Dragons Masters Set (1984): nivelul 26 - 36
- Dungeons & Dragons Inmortals Set (1985): peste nivelul 36
- Advanced Dungeons & Dragons: Monster Manual (1977): prima ediție a cărții cunoscută astăzi ca Advanced Dungeons & Dragons, ediția 1
- Advanced Dungeons & Dragons: Players Handbook (1978): a doua ediție a cărții cunoscută astăzi ca Advanced Dungeons & Dragons, ediția 1
- Advanced Dungeons & Dragons: Players Handbook (1979): a treia ediție a cărții cunoscută astăzi ca Advanced Dungeons & Dragons, ediția 1
- Advanced Dungeons & Dragons, ediția a 2-a (1989): ultima versiune a Advanced Dungeons & Dragons.
- The New Easy to Master Dungeons & Dragons (1991): o ediție revizuită a versiunii din 1977.
- Advanced Dungeons & Dragons, a 2-a ediție revizuită (1996): o ediție revizuită a Advanced Dungeons & Dragons, ediția a 2-a, uneori denumită Advanced Dungeons & Dragons 2.5.
- Dungeons & Dragons, ediția a 3-a (2000): a treia ediție, primul joc RPG care folosește sistem d20.
- Dungeons & Dragons 3.5 (2003): ediție revizuită a ediției 3
- Dungeons & Dragons, ediția a 4-a (2008): a patra ediție.
- Dungeons & Dragons Essentials (2010): o republicare a sistemului de reguli din a patra ediție, dar cu design de casetă roșie din 1983, care la rândul său a fost o refacere a ediției din 1977.
- Dungeons & Dragons, ediția a 5-a (2014): în prezent, cea mai recentă ediție de Dungeons & Dragons.

## Scenarii de campanie
Deși se pot crea lumi aleatorii, au fost create oficial mai multe lumi diferite (numite Scenarii de campanie) Dungeons & Dragons:
- Al-Qadim
- Birthright
- Blackmoor
- Dark Sun
- Dragonlance
- Eberron
- Falcongris
- Mystara
- Planescape
- Ravenloft
- Forgotten Realms
- Spelljammer

## Listă de jocuri video
Mai multe jocuri video au fost produse și vândute sub licența D&D. Un număr semnificativ din aceste jocuri au fost publicate de către Strategic Simulations, Inc. (SSI). Cele mai multe, dar nu toate, sunt jocuri de rol pe calculator care folosesc reguli derivate din unele versiuni de reguli Dungeons & Dragons. Multe dintre jocuri au fost lansate pe mai multe platforme, inclusiv computerele personale, consolele și dispozitive portabile (inclusiv telefoane mobile). În continuare este o listă cu titluri notabile:

| Titlu                                                | An           | Descriere |
| ---------------------------------------------------- | ------------ | --- |
| Dungeons & Dragons Computer Labyrinth Game           | 1980         | Primul joc D&D comercializat care conține componente electronice digitale. Acesta este un hibrid format dintr-o tablă de joc și un calculator. Pereții, monștrii și capcanele emiteau o serie de semnale sonore produse de calculatorul intern. |
| Dungeons & Dragons Computer Fantasy Game             | 1981         | |
| Advanced Dungeons & Dragons Cartridge                | 1982         | |
| Pool of Radiance                                     | 1988         | |
| Eye of the Beholder                                  | 1990         | |
| Neverwinter Nights                                   | 1991 - 1997  | |
| Tower of Doom                                        | 1993         | |
| Shadow over Mystara                                  | 1996         | |
| Birthright: The Gorgon's Alliance                    | 1996         | |
| Baldur's Gate                                        | 1998         | |
| Planescape: Torment. Icewind Dale și Icewind Dale II | 1999 to 2002 | Produs de Black Isle Studios |
| Neverwinter Nights                                   | 2002         | |
| Neverwinter Nights 2                                 | 2006         | |
| Dungeons & Dragons: Daggerdale                       | 2011         | Produs de Bedlam Games și comercializat de Atari, pentru PSN/XBLA |

## Filme
- Dungeons & Dragons (2000)
- Dungeons & Dragons: Wrath of the Dragon God (2005)
- Dungeons & Dragons: The Book of Vile Darkness (2012)
- Dungeons & Dragons: Honor Among Thieves (2023)
- Dungeons & Dragons (serial TV) (1983 – 1985)

## Galerie

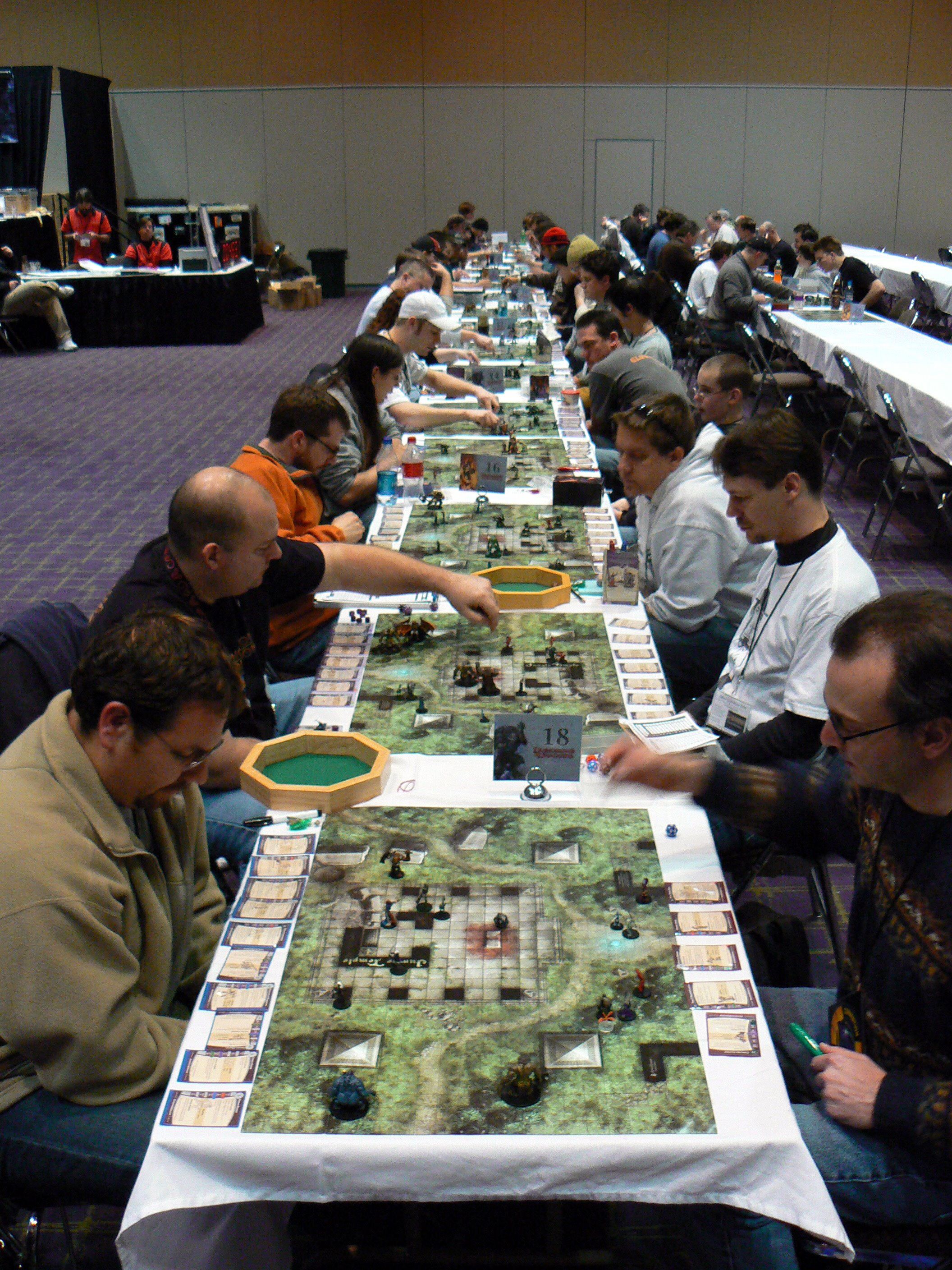
Turneu Dungeons & Dragons
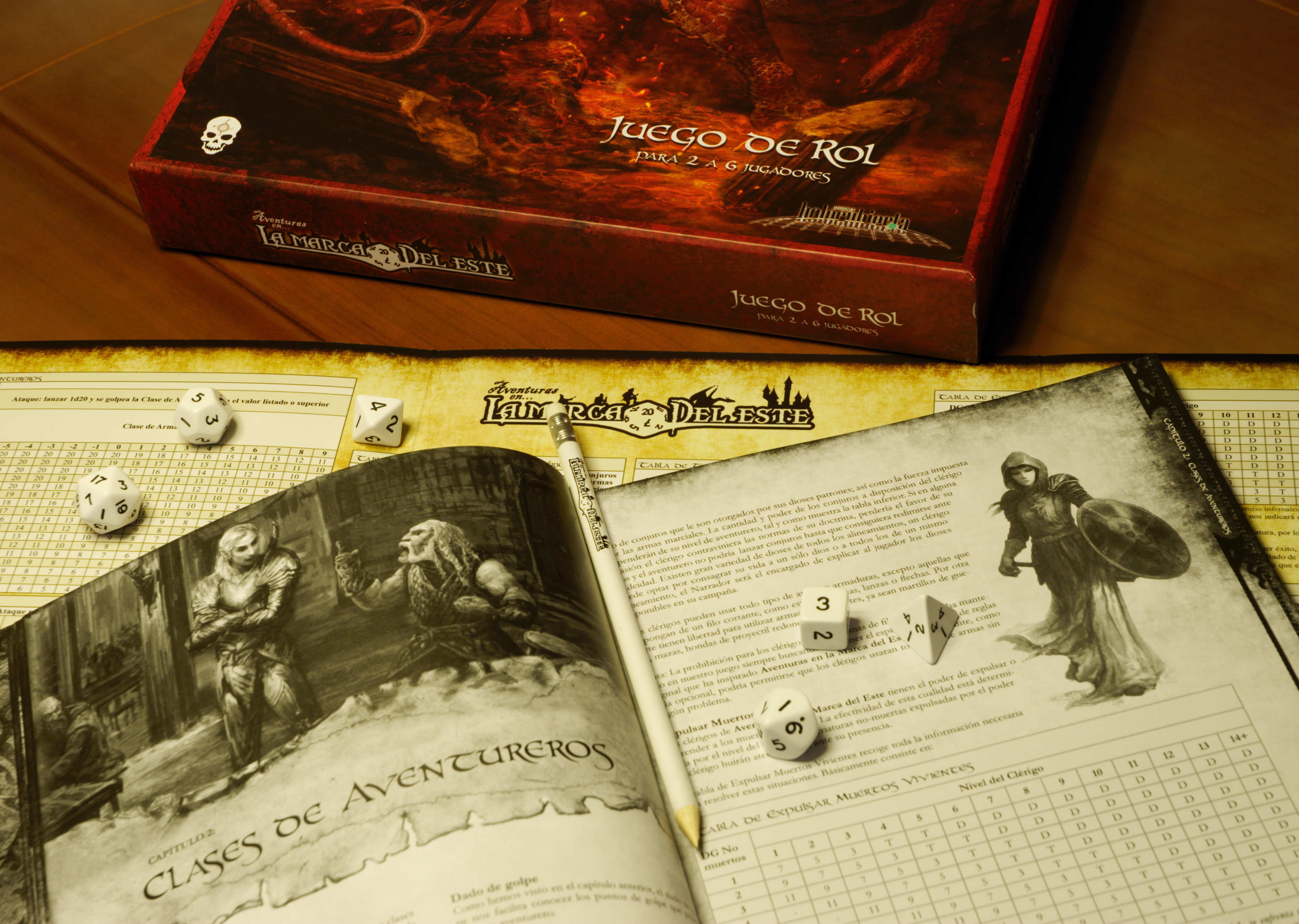
O carte D&D creată pentru limba spaniolă: Aventuras en la Marca del Este